# Сокольский автомобильный мост
Соко́льский мост — мост через реку Воронеж по Липецкой кольцевой автомобильной дороге (ЛКАД; объездная трасса Орёл — Тамбов). Расположен в городе Липецке.
Был введён в строй в 1978 году, когда была сдана вторая очередь объездной дороги. Его длина составляет 354 м. Фактически это два параллельных моста.
В ходе строительства были намыты подходы к мосту. Грунт был взят из русла Воронежа, тем самым произошла его очистка.
Назван был мост не сразу — по району Сокола.
Сегодня мост один из наиболее используемых липчанами и гостями региона.
Чуть ниже по течению находится Сокольский железнодорожный мост по линии Грязи — Елец.